# خط ۲ متروی تبریز
خط ۲ متروی تبریز یکی از مسیرهای قطارشهری سیستم متروی تبریز می‌باشد. این مسیر به طول حدود ۲۲٫۴ کیلومتر شامل ۲۱ ایستگاه از محدوده زمین‌های قراملک (کارخانه کود آلی) شروع شده، از طریق خیابان وحدت و میدان قراملک (اولین ایستگاه) و پس از عبور از زیر خیابان آخونی، خیابان قدس، سه راه امین، میدان دانشسرا، وارد خیابان عباسی شده و تا میدان شهید فهمیده امتداد یافته و در ادامه مسیر به سمت سه راهی ولیعصر، میدان استاد معین و در نهایت در میدان بسیج خاتمه می‌یابد. در طرح توسعه این خط، گذر از منطقه خاوران و اتصال به ایستگاه راه‌آهن خاوران در مسیر راه‌آهن تبریز-میانه در نظر گرفته شده است. قرار است فاز نخست این خط، سال ۱۴۰۴ به بهره‌برداری برسد.

## ایستگاه‌ها
خط ۲ متروی تبریز جمعاً ۲۱ ایستگاه دارد که به قرار زیر است:
| شماره | نام                     | موقیت                     | وضعیت   | شروع به کار |
| ----- | ----------------------- | ------------------------- | ------- | ----------- |
| ۱     | ایستگاه قراملک          |                           | غیرفعال | ۱۴۰۴        |
| ۲     | ایستگاه شهرک امام خمینی |                           | غیرفعال | ۱۴۰۴        |
| ۳     | ایستگاه خطیب شمالی      |                           | غیرفعال | ۱۴۰۴        |
| ۴     | ایستگاه آخونی           |                           | غیرفعال | ۱۴۰۴        |
| ۵     | ایستگاه قره‌آغاج         |                           | غیرفعال | ۱۴۰۴        |
| ۶     | ایستگاه نیروی هوایی     |                           | غیرفعال | ۱۴۰۴        |
| ۷     | ایستگاه میدان کهن       | خیابان محققی، سه راه امین | غیرفعال | ۱۴۰۴        |
| ۸     | ایستگاه دانشسرا         |                           | غیرفعال | ۱۴۰۴        |
| ۹     | ایستگاه ششگلان          |                           | غیرفعال | ۱۴۰۴        |
| ۱۰    | ایستگاه سیلاب           |                           | غیرفعال | ۱۴۰۴        |
| ۱۱    | ایستگاه باغمیشه         |                           | غیرفعال | ۱۴۰۴        |
| ۱۲    | ایستگاه عباسی           |                           | غیرفعال | ۱۴۰۴        |
| ۱۳    | ایستگاه توانیر          |                           | غیرفعال | ۱۴۰۴        |
| ۱۴    | ایستگاه سیاپان          |                           | غیرفعال | ۱۴۰۴        |
| ۱۵    | ایستگاه رشدیه           |                           | غیرفعال | ۱۴۰۴        |
| ۱۶    | ایستگاه فرشته           |                           | غیرفعال | ۱۴۰۴        |
| ۱۷    | ایستگاه نارمک           |                           | غیرفعال | ۱۴۰۴        |
| ۱۸    | ایستگاه دانشگاه آزاد    |                           | غیرفعال | ۱۴۰۴        |
| ۱۹    | ایستگاه فرهنگیان        |                           | غیرفعال | ۱۴۰۴        |
| ۲۰    | ایستگاه میدان بسیج      |                           | غیرفعال | ۱۴۰۴        |
| ۲۱    | ایستگاه شهر جدید خاوران |                           | غیرفعال | ۱۴۰۴        |

## حفاری
تکمیل این خط بر عهده قرارگاه سازندگی خاتم‌الانبیا می‌باشد. عملیات حفاری خط ۲ از سال ۹۳ آغاز شده که برخلاف خط یک که به صورت دو تونله اجرا شد، این خط به صورت تک تونله که دارای قطر حفاری بزرگی است، اجرا می‌شود.